# 瑞奇·馬汀
恩里克·马丁·莫拉莱斯（西班牙語：Enrique Martín Morales，1971年12月24日—），艺名瑞奇·馬汀（Ricky Martin），波多黎各裔流行音乐歌手，由於其舞步中常伴隨著臀部的搖擺，故有「電動馬達」之稱，同時他也是演員、作家和慈善家。1984年，12歲的馬丁加入波多黎各男孩偶像團體梅努多（Menudo）而出道。在梅努多5年後，馬丁在1990年代發行了數張西班牙語專輯，1991年開始個人的歌唱活動並取得事業成功，1994年在美國的一部長壽肥皂劇中《杏林春暖》飾演一位波多黎各歌手。
1998年，因演唱世界杯足球赛主题曲《生命之杯》（The Cup of Life／La copa de la vida）走紅全球， 《生命之杯》是繼《Maria》後瑞奇第二首在美國發行的歌曲，雖然當時他尚未成為巨星，這首歌甫發行即快速地在Billboard拉丁榜上竄升，上榜第三週即從亞軍席位更上一級，取代了原來的冠軍，即流行天后席琳·狄翁所演唱的鐵達尼號主題曲「我心永恒」，在夏天登上歐洲榜冠軍，並在1999年於第41屆格萊美獎上表演了這首歌，被認為是開啟拉丁流行樂打進美國流行市場的領導者，也得到當屆葛萊美獎。之後他推出了Livin' la Vida Loca（瘋狂人生）使他獲得在全球的巨大成功，引爆了全球拉丁熱潮，也為往後的西班牙語系歌手鋪了通往英語系國家的一條路。這首歌發行後總共銷售超過8百萬份，成為史上最暢銷單曲之一。他的第一張英語專輯（名為Ricky Martin）售出超過2200萬張，為史上最暢銷的唱片之一，其他個人錄音室專輯包含Me Amarás（1993）、A Medio Vivir（1995）、Vuelve（1998）、Sound Loaded（2000）、Almas del Silencio（2003）、Life（2005）和Música + Alma + Sexo（2011）。

1999年瑞奇·馬汀被美國《人物》雜誌評為「25位公眾最關注人物」，隨後2000年他還二次被《人物》雜誌評選為「全世界最美的50人」。此外在2006、2012、2014年等多次被人物的姊妹雜誌People en Español評為「全世界最美的50人」。
他至今已經售出超過8500萬張專輯，有95張白金唱片，6張冠軍Billboard專輯，11首冠軍暢銷單曲，2座美國音樂獎，6座葛萊美音樂獎，8座世界音樂獎，10座Billboard音樂獎、8座MTV音樂獎，在全球超過60個國家開過演唱會，在全球各角落都相當具有影響力。

## 生平

### 早年：1971-83
瑞奇馬汀出生於1971年12月24日，出生地為波多黎各。母親Nereida Morales為會計師，父親Enrique Martín Negroni是一名心理學家。他的父母在他2歲時離婚，瑞奇馬汀大部分的童年都交換著待在父親郊區的家裡或是祖母（父親那邊）的家。他有兩個同母的兄弟叫Fernando和Ángel Fernández,和兩個同父的兄弟 Eric 和 Daniel Martín,和一個同父的姊Vanessa Martín。在他外祖母那邊遺傳了血統，在祖母那他遺傳了科西嘉島的血統。
瑞奇馬汀出生在一個羅馬天主教的家庭並且在他的童年是位輔祭（聖壇侍從、聖壇司事）。從六歲他開始唱歌，用廚房裡的木湯匙當作麥克風，大部分都是唱Menudo的歌，英文歌的話都是唱一些搖滾樂團如齊柏林飛船、Journey樂團和快速馬車合唱團的歌。他母親那邊的家庭是身受音樂影響的家庭，那邊的爺爺是位詩人，這啟發了年輕的瑞奇寫歌。在長大後他反映自己和家人在一起的童年，說道：「每次當我發現我在一群觀眾面前，不論是20人或10萬人，我都會想起我年幼時和和家人聚在一起時所燃燒的能量。」。在與其父親於報紙上看到商業廣告的試鏡後，瑞奇馬汀開始在波多黎各的電視廣告出現，包括飲料、牙膏、速食餐廳廣告等，在一年半內他拍了11個廣告。

### Menudo時期1984-89
在波多黎各小有名氣後，瑞奇馬汀到拉丁樂史上最受歡迎、唱跳俱佳的青少年偶像團體Menudo應徵，雖然執行長很喜歡他在前兩次試聲的跳舞和唱歌，但因為他太矮而拒絕了他。到了1984年第三次試聲，他的堅持打動了執行長，13歲的瑞奇馬汀成為了Menudo的團員。在加入Menudo一個月後，他和團員們在聖胡安市的Luis A. Ferre Performing Arts Center首演。在這場表演中，他在無意的情況下違反了舞蹈，那時他應該計畫要站在舞台上的定點，但是他卻到處走動，於是他之後被樂團經理譴責。「這個錯誤實在是太大了以至於從此之後，只要我不該動時我不再亂動...這就是Menudo的紀律:你只能做你被交代應該要做的事，不然你就不屬於這個團體。」在他後來一首於2003年專輯Almas del Silencio的歌:Asignatura Pendiente就是受到他第一次離開波多黎各和Menudo巡演所啟發。
雖然瑞奇馬汀很享受和Menudo一起巡迴演出，但他發現行程的緊湊和嚴格的管理讓他精疲力盡而他也在之後回想起來說Menudo的經驗消耗了他的童年。當巡演到巴西時，他考慮要離開團體，但終究還是決定留下，因為害怕媒體的激烈反應以及被控告違約。這時的瑞奇開始對自己的性向感到掙扎，他發現自己處在擁有著性感象徵(性感象征)的地位和內在情感的強烈對比情況下。儘管如此，他承認在他在這個團體內時"有很多機會可以和很多非常棒的人共事的機會"。當Menudo成為了聯合國兒童基金會的大使時，瑞奇馬汀漸漸地對慈善事業開始有了興趣，他們主要是和貧窮的小孩和第三世界的國家工作。這個經驗影響了他很多，激發他往後人生對慈善事業的熱忱。到了1987年，Menudo的唱片銷量開始下滑且該團體改變了它的形象，採用更邊緣化的外表也演唱較多受搖滾影響的歌。該團體發行了西班牙語專輯Somos Los Hijos del Rock，以及為了吸引菲律賓的粉絲班底，發行了專輯In Action，該專輯有英語和他加祿語的版本。
在和Menudo發行了11張唱片後，瑞奇在1989年，17歲時離開了團體，希望能夠休息並評估自己的職業生涯道路。他最後一次在Menudo表演的地點和成為該團體的成員後第一次的表演是一樣的。之後他回到波多黎各直到高中畢業，而在他18歲後的第13天他到了紐約慶祝他自己的經濟獨立；因為在Menudo時他還小所以他沒有自己銀行帳戶的使用權。他被紐約大學的Tisch School of the Arts所接受，但在開課前幾個月他輟學並到墨西哥表演一齣戲劇 Mama Ama el Rock (Mom Loves Rock)。

### 演戲以及第一和第二張個人專輯:1991-1994
當他在舞台上表演 Mama Ama el Rock (Mom Loves Rock)時，一位在觀眾群中的製作人注意到了瑞奇的表演給了他一個墨西哥電視劇Alcanzar una estrella的角色。他也在該劇第二季(Alcanzar una estrella II)中參與演出。根據這部影集所拍的一部電影Más que alcanzar una estrella 也找他出演，並且他因這個角色在1993年得到了El Heraldo Award這個獎項。這部戲劇主要在講述一個虛構的六人團體Muñecos de Papel的故事，而瑞奇馬汀的角色名叫 Pablo Loredo，為此團體的一員。這個團體在墨西哥巡迴演出兩次並且發行了兩張專輯。雖然瑞奇本人想要在Menudo的巡迴演出後有所休息，但他還是很享受這個經驗，因為他很其他成員相處得很好。
到了1990年，瑞奇和Sony Discos（索尼音樂娛樂的拉丁標誌）簽約。因為當時太渴望發行個人專輯，瑞奇馬汀在沒有閱讀好合約內容的情況下簽約，導致簽下了一項條款，那就是他只能得到每張專輯銷量百分之一的版稅。儘管看到合約的不公平，他還是將這張唱片視為"某個超凡的開始"。在全天候忙碌於拍攝 Alcanzar una estrella II 以及錄製音樂，瑞奇在1991年發行了第一張個人專輯，西班牙語同名專輯Ricky Martin。這張專輯包含了單曲:Fuego Contra Fuego和El Amor de Mi Vida。Fuego Contra Fuego得到了墨西哥、阿根廷、波多黎各、和美國的黃金認證。為了推銷專輯，瑞奇進行了拉丁美洲的巡演，他認為那是一個"很難以形容的感覺，幾乎像是回家的感覺。"
在Ricky Martin成功後以及隨後的巡演，瑞奇馬汀的唱片公司請來備受稱讚的製作人 Juan Carlos Calderón替他製作第二張專輯，裡面有一首把Laura Branigan的歌，"Self Control"翻唱成西班牙語，名叫"Que Dia Es Hoy"。在他的回顧中，AllMusic的 Alex Henderson 寫道:「這張CD並不是說沒有娛樂性，...只是整體來說，這張專輯太浮誇，太經過精密計算，且太過做作而不自然。」
到了1994年，瑞奇馬汀的代辦處鼓勵他到洛杉磯去演繹出美國的情境喜劇Getting By。這齣電視劇在第二季之後就被取消，但很快的他就被給予另一個在肥皂劇
杏林春暖裡飾演一個酒保/歌手的角色Miguel Morez。瑞奇感到和其他這部戲的演員沒有默契，且發現大家以不同方式對待他，因為他有著波多黎各的口音。在那個時候是西班牙語系人在美國電視劇出現是非常罕見的，而且大家都建議他去上口音矯正課，但他拒絕了。然而在此時也是他第一次承認自己有和另一位男性的關係，他停止了對於自己性向的恐懼而向他母親出櫃了，他的母親也支持他。但是在這段關係結束後，他把自己的感覺所在內心的更深處了，並且再次和女生約會。他回想:「我已經知道一位拉丁裔在要在好萊塢是非常困難的，那麼還有什麼比身為一名拉丁裔且同性戀更困難的事?」

### A Medio Vivir, Vuelve,以及突破: 1995–1998
在1995年，瑞奇馬汀重新聚焦於他的音樂事業，並且開始他的第三張專輯，叫A Medio Vivir。其中第一首單曲，抒情民謠Te Extraño, Te Olvido, Te Amo是他的舊作。因為這首歌，瑞奇馬汀擴大了事業版圖，從拉丁美洲和西班牙語系觀眾到歐亞市場。然而，這張專輯也將他以往專輯的民謠式作曲作了轉變，轉變成具有冒險性質的將傳統拉丁音效融入的音樂，其中的代表就是"Maria"這首歌。由於這首完全不同的風格使唱片公司執行長感到驚嚇，他認為會破壞瑞奇的音樂生涯。儘管如此，這首歌還是被選為這張專輯的第二首主打歌，而且成為一首突破性的成功單曲，在法國、西班牙、德國、比利時、荷蘭、瑞士、芬蘭、義大利、土耳其、以及整個南美洲排行冠軍。由於A Medio Vivir，瑞奇被讚譽是和Chayanne以及馬克·安東尼一樣讓波多黎各音樂在西班牙普及的歌手。這張專輯在全市街銷量是3百萬。

在1996年時接受The Miami Herald訪問時，瑞奇馬汀表示對在百老匯表演有興趣。就在訪問後隔天他就接到製作人Richard Jay-Alexander的電話邀請他演出音樂劇悲慘世界 的主角馬留斯·彭梅西。在宣傳A Medio Vivir的世界巡迴演出後，他返回紐約演出該音樂劇整整11個禮拜。他非常享受這個經驗，把他在演出這部經典音樂劇的這段時間稱做一個榮耀且是他人生很重要的一部份。在結束音樂劇後，他繼續他的巡演，發現他的觀眾變得更多且更熱情。到了1997年，他被邀請到義大利神聖的聖雷莫音樂節。在登陸米蘭後，瑞奇的預計到聖雷莫的直升機因為天氣不好而被延期。為了準時到達音樂節，他和他的工作人員一路以時速超過120km開過多山的地域，那台車太快了而後就翻轉了。然而，"我們沒有一個人傷痕累累"，而在之後他搭計程車然後準時抵達音樂節。在1997年，瑞奇馬汀展開了西班牙巡迴演唱會，在36個城市表演了45場。

在巡迴演出過程，他回到錄音室錄製他的第四張專輯，Vuelve。他把這樣同時巡演又同時錄製專輯的經驗形容成"殘忍且太過於強烈了"。在他完成了錄製後，瑞奇馬汀接到國際足球總會(国际足球联合会)的電話邀請他會1998年的世界盃足球賽寫一首歌，而因此瑞奇馬汀和K. C. Porter及Draco Rosa寫了 "生命之杯"這首歌。他在1998年7月12日世界盃的閉幕式在法蘭西體育場表演了這首歌，這場表演，據報導有吧187個國家共超過10億人觀看，而且這場表演被認定為"拉丁流行樂的全球性關鍵時刻"。"La Copa de la Vida"在全球各大榜單排行冠軍而且在各個國家得到黃金和白金認證。這首歌也得到Lo Nuestro Awards的年度流行單曲獎。與專輯同名的單曲Vuelve和抒情曲Perdido Sin Ti在Billboard的熱門拉丁歌曲排行冠軍。還包括其他單曲:"La Bomba", "Por Arriba, Por Abajo" 和 "Corazonado"。Vuelve這張專輯在Billboard 最佳拉丁專輯持續了26個禮拜的冠軍。這也是瑞奇第一張在美國Billboard 200的前40，且得到美國唱片業協會白金認證。這張專輯也在西班牙和挪威得到冠軍，並且全世界的銷量超過8百萬張。
瑞奇馬汀的Vuelve這張專輯獲得了他生定一次的葛萊美獎提名，被提名為最佳拉丁流行專輯，且也訂好在41屆葛萊美頒獎典禮上現場直播表演，他精采絕倫的表演"La Copa de la Vida"使他獲得預料之外大家站起來的鼓掌，而表演的這一頁讓他成功攻進美國主流音樂市場，之後瑞奇馬汀也得了該屆的葛萊美獎，就連瑪丹娜,史汀等巨星前輩亦紛紛趕至後台賀喜，並力邀其未來一起合作。對於能受邀在葛萊美音樂獎頒獎典禮上表演，瑞奇馬汀招認道：'當我得知將會上台表演時，那份興奮感要更勝於入圍獎項。在我面前的觀眾是我從未面對過且最難取悅的，史汀！瑪丹娜！帕華洛帝！能得到這些同儕的認同確實意義非凡。他的表演造成全美國燃起對拉丁樂的興趣。Billboard在1999年4月24日寫道:「似乎在這個表演後的幾個禮拜，所有的唱片公司經營者都熱衷於尋找下一位拉丁性感巨星。」

### 跨越英語市場:1999–2002
在歐洲、亞洲、和拉丁美洲或的了巨大的商業成功後，瑞奇馬汀在1999年準備了下一張專輯要打進美國市場。這張也是同名專輯瑞奇·馬丁，在Billboard200 首周登上冠軍，並在發行的第一個禮拜賣出了661,000張，成為在Billboard榜上最成功的拉丁人唱片。這張專輯的元素包含作詞和製作人: 像是Desmond Child, Diane Warren, William Orbit, George Noriega  和他常從小的朋友 Draco Rosa。這張專輯也找來的流行天后瑪丹娜合作一首西語+英語歌 "Be Careful (Cuidado con mi Corazón)"，以及另一首與Meja合作的 "Private Emotion"。這張專輯發行後兩個禮拜，瑞奇馬汀登上了時代雜誌封面，標題是"Latin Music Goes Pop!"。在這張專輯發行之前，珍娜·傑克森和瑞奇馬汀合作了一首歌，為拉丁美洲版本的"Ask for More"，那是行銷單曲且用來當作百事可樂的商業廣告曲。
這張專輯的第一首也是最突出的單曲是 "Livin' la Vida Loca"，這首歌在很多國家得到冠軍，包括美國、英國、加拿大、愛爾蘭和紐西蘭（此曲也被改編為日本版歌曲“GOLDFINGER 99”，由日本男歌手鄉裕美主唱）。"Livin' la Vida Loca"是瑞奇馬汀最紅的一首歌，它的MV是由 Wayne Isham導演以及模特兒 Nina Moric演出。隨後的單曲 "She's All I Ever Had" 拿下 Billboard Hot 100亞軍。兩首歌都在熱門拉丁流行曲排行冠軍。"Livin' la Vida Loca"被大家普遍認為是開啟了1999年起"拉丁流行樂的大爆炸"的一首歌而且幫助更多西班牙語系歌手進入美國市場能夠更容易(先是珍妮佛·羅培茲，接著是安立奎·伊格萊西亞斯，再來是夏奇拉)。瑞奇·馬丁成為了1999年最暢銷的專輯之一且在美國得到了7項白金認證，在全世界賣出了2200萬張。在1999年10月，瑞奇馬汀展開一次非常成功的巡演，Livin' la Vida Loca Tour。
在這樣的成功之後，一張新的英語專輯Sound Loaded在2000年11月被發行了。它在Billboard 20上得到第四且得到RIAA的兩項白金認證。其中"She Bangs"和"Nobody Wants to Be Lonely" (與克莉絲汀·阿奎萊拉合作)分別在Billboard Hot 100得到第12和第13。兩首單曲在熱門拉丁流行曲都拿到冠軍。這張專輯在全世界銷出超過8百萬張。
在2001年2月，瑞奇馬汀發行了一張西班牙語暢銷精選輯La Historia，這張專輯在Billboard最佳拉丁專輯蟬連五個星期冠軍且在Billboard 200得到83名。它也在瑞典蟬連三個禮拜的冠軍。 這張專輯還包含了將他之前的歌 "Fuego Contra Fuego"和 "El Amor de Mi Vida"重新製作。 在2001年11月, 一張英語最佳單曲專輯, The Best of Ricky Martin 在北美洲發行，其中包含兩首新的混音板的 "Amor".

### Almas del Silencio和Life: 2003–2006

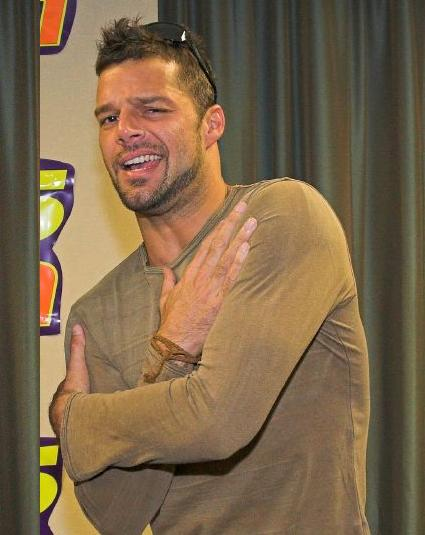
Ricky Martin in 2005.

在2003年5月，瑞奇馬汀發行一張西班牙語新專輯Almas del Silencio。第一首主打歌， "Tal Vez"在熱門拉丁曲排行冠軍並且蟬聯了11個禮拜，成為當年最佳的拉丁歌曲。對於這張專輯，他說:「我真的非常需要回去聚焦於我的中心、我的開始。我非常需要尋找內心並挖掘深處，並且找到這幾年因為活在快感和陶醉感中而可能被慢慢破壞的情感。」這張專輯在Billboard 200排行第12，並在熱門拉丁專輯榜蟬聯6個禮拜的冠軍。該專輯在全世界銷出超過1百萬張。接下來的主打歌，"Jaleo"和 "Y Todo Queda en Nada"在熱門拉丁曲排行冠軍，"Jaleo"也在西班牙蟬聯4星期冠軍。
在2005年10月，瑞奇馬汀發行了他的第二張英語專輯，也是他生涯第10張專輯，這張專輯叫做生命，裡面大多數的歌瑞奇馬汀都有參與創作。他對這張專輯的評論是:「我真的有感受到自己內心的情感，我認為這張專輯是很多層次的，就像人生一樣。它是關於感到生氣；它是關於感到高興；它是關於感到不確定；它是關於感覺。而且所有我的情感都在這個作品當中。這張專輯在Billboard 200排行第6。第一手主打歌 "I Don't Care"還找來了Fat Joe和Amerie助陣。這首歌在熱門夜店舞曲排行第三且在 Billboard Hot 100排行第65。另一首歌 "It's Alright"和法國歌手M. Pokora合作，在法語國家很成功，並在法國得到第四名。
很快地，瑞奇馬汀展開了巡演One Night Only with Ricky Martin。第一場在2005年11月15日，從墨西哥市開始。在完成了第一梯次後(包括拉丁美洲和美國)後，瑞奇馬汀在2006年冬季奧運於都靈(義大利城市)表演了生命之杯和I Don't Care。幾天後，瑞奇馬汀展開第二梯次巡演，包括歐洲和非洲。從2006年4月21日開始於英國曼徹斯特並在同年6月3日結束於以色列特拉維夫。

### MTV Unplugged (不插電MTV演唱會)和一場世界巡迴 :2006–2007
2006年8月17日，瑞奇馬汀在邁阿密錄製他的不插電MTV演唱會專輯MTV Unplugged。演場會於MTV Latin America, MTV Tr3s和MTV Puerto Rico2006年10月首播，並在2006年11月發行CD和DVD。這張專輯是一張非常重要的商業成功。這張專輯在Billboard最佳拉丁專輯排行冠軍，在Billboard 200排行第38。在2008年的拉丁葛萊美獎, MTV Unplugged 得到最佳男歌手專輯和最佳長版音樂影片。第一波主打歌, "Tu Recuerdo" (和Chambao樂團的La Mari合唱)在熱門拉丁曲蟬連三個禮拜的冠軍。第二波主打歌 "Pégate" 在熱門夜店舞曲排行第六。
在2007年2月19日,瑞奇馬汀展開他的全球巡演Black and White Tour，首場在波多黎各的 José Miguel Agrelot Coliseum舉行，而在2007年10月14日結束於紐約市的麥迪遜廣場花園。他也在錄音室和義大利歌手艾羅斯·拉瑪佐第錄製一曲 "Non siamo soli" ，這首歌在義大利榜上蟬聯11個星期冠軍。

### 事業暫停:2007-2010
在完成他的世界巡演後，瑞奇馬汀在他的音樂事業上暫停而專注在自己的私人生活。在2007年11月，Sony BMG Norte發行了Ricky Martin... Live Black & White TourCD,DVD和藍光光碟。一年後，一張西班牙語暢銷精選輯發行，叫做17。這張專輯代表了瑞奇馬汀以個人身分出專輯的17年音樂生涯的總和，大多都是西語歌。

### 自傳,Música + Alma + Sexo和Evita(艾薇塔):2010–2013

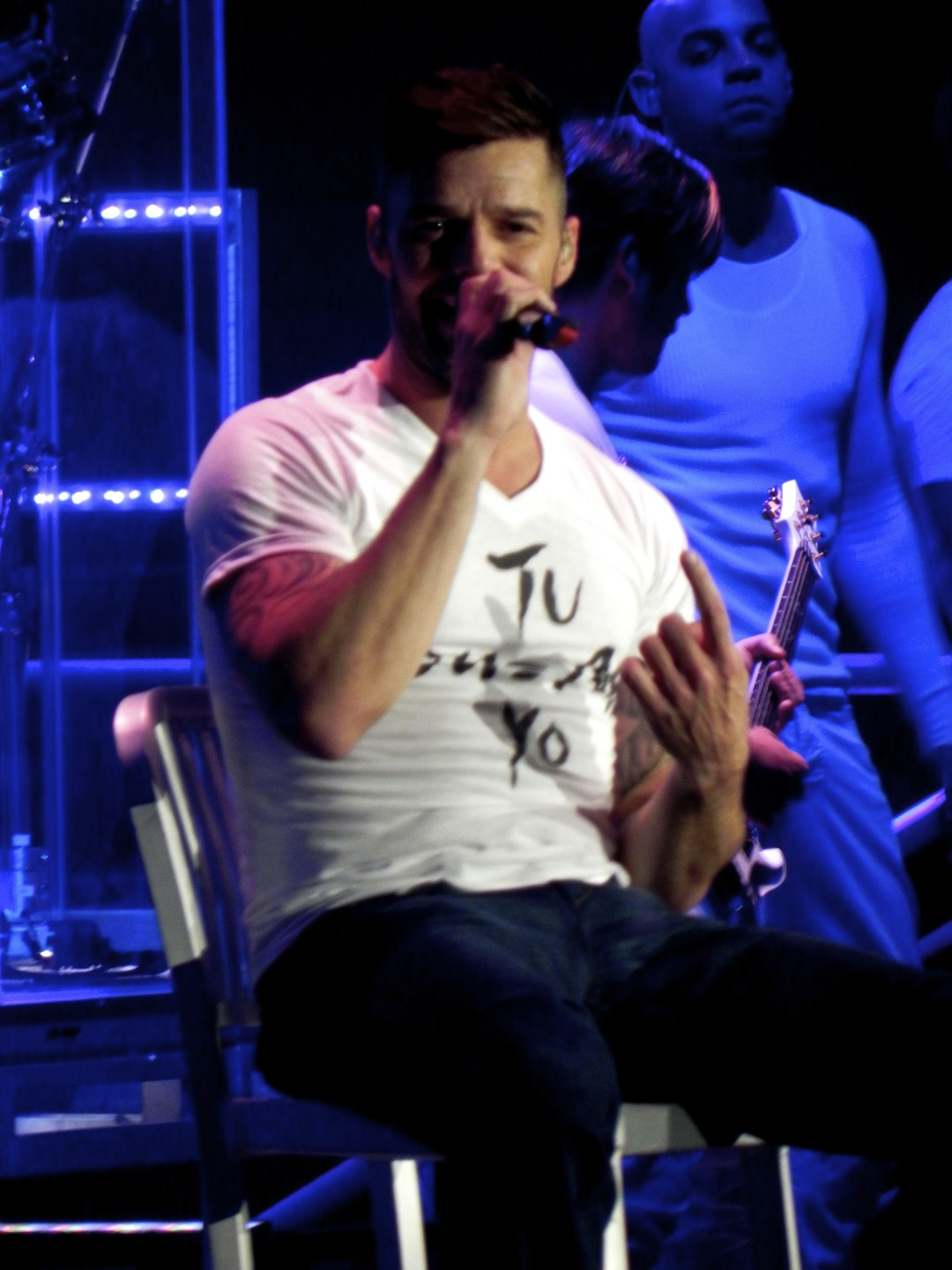
Martin performing in Chicago on April 19, 2011.

瑞奇馬汀於2010年11月2日發行了自傳，Me，這本書衝上紐約時報暢銷書榜，並在該報的Hardcover Nonfiction list拿到第五名。西班牙語版本標題為Yo 也同時被發行。
瑞奇馬汀於2010年10月2日發行與葛萊美新生代靈魂樂女歌手喬絲·史東合作的單曲"The Best Thing About Me Is You"，且在 Billboard Hot 100排行74，西班牙語版本"Lo Mejor de Mi Vida Eres Tú"在熱門拉丁單曲冠軍兩個禮拜。隨後在2011年1月31日發行了新專輯Música + Alma + Sexo，這張專輯在 Billboard 200拿到第三名，為莎麗娜的Dreaming of You後在美國排行榜上最高的西班牙語專輯，也是Sony Music Latin公司在 Billboard 200上所發行的史上排行最高的專輯。這張專輯在最佳拉丁專輯榜上蟬連兩個星期冠軍。於2011年3月25日，瑞奇馬汀開始了Música + Alma + Sexo World Tour世界巡迴演唱會，並於2011年11月12日結束。這張專輯的第二主打歌"Más"於2011年4月5日發行，並在熱門夜店舞曲排行第7。另外，第三主打歌"為Frío"(與Wisin & Yandel合作)。
接著精選輯17: Greatest Hits於英國獨家發行。同時瑞奇馬汀也參與演出百老匯音樂劇艾薇塔，在當中飾演主角Che(此腳色雖在該劇屬虛構人物，類似旁白的角色，也被人按指該角色名即為切格瓦拉名字的縮寫)。該劇預定於2012年3月預演，在2012年4月開演。瑞奇馬汀的出演得到了各種回響。
瑞奇馬汀於2012年2月7日在美國Fox電視台的影集Glee (season 3)(欢乐合唱团)客串出演The Spanish Teacher一角，獲得眾多好評。在2012年4月瑞奇馬汀參與M.A.C化妝品公司的活動"Ricky and Nicki for Viva Glam"推銷唇膏(主要在幫助愛滋病友)，該活動將他和饒舌歌手妮琪·米娜配對，並在唇膏的包裝上有他的簽名。

### 澳洲好聲音、"Come with Me"和一場澳洲巡演、Vida: 2013
2012年11月，瑞奇馬汀宣布加盟The Voice Australia (澳洲好聲音)第二季作為導師，並於2013年4月7日首映。決賽於6月17日現場直播。他的隊伍代表為前The Ten Tenors成員Luke Kennedy，在最後得到亞軍，冠軍為Harrison Craig。
在2013年4月，瑞奇馬汀在澳洲發行精選輯Greatest Hits: Souvenir Edition，並在澳大利亞唱片業協會榜(ARIA)拿到亞軍，並得到黃金認證。在2013年6月發行英語新單曲Come with Me。同年10月在澳洲展開巡演2013 Australian Tour。2014年2月，瑞奇馬汀和珍妮佛·培茲及Wisin發表新單曲和MV"Adrenalina"，該曲出自Wisin的個人專輯El Regreso del Sobreviviente。該曲在專輯中的版本為西班牙語歌詞，但它也有西語和英語混合版本。2014年4月，瑞奇馬汀為世界盃再度獻歌，從世界各地音樂創作大賽supersong中選了"Vida"這首歌，並發行MV。此曲收錄在2014世界盃官方專輯愛的節奏－2014國際足協世界盃官方專輯中。在專輯中的版本為西班牙語英語混合歌詞，但數位單曲版本包含西班牙語和葡萄牙語版以及多種舞曲混音板。

### 墨西哥好聲音和世界巡迴演唱會One World Tour的墨西哥場:2014-現在
2014年7月，瑞奇宣布和義大利國后蘿拉·普西妮(蘿拉·普西妮)，墨西哥流行天后Yuri，墨西哥民謠歌手Julión Álvarez一起擔任墨西哥好聲音第四季導師。於2014年9月9日為該季的第一集首播。2014年10月3號，瑞奇從墨西哥市開始他的新的世界巡迴演唱會(One World Tour)的墨西哥場次，接著是在瓜達拉哈拉、蒙特雷和契瓦瓦市。

## 音樂風格
瑞奇馬汀的音域屬男高音，歌聲渾厚有磁性，極具辨識度。瑞奇馬汀曾把很多拉丁音樂的領域都視為影響他音樂的風格部分，包括騷沙音樂、默朗格舞曲、波麗露。他也受到不少藝術家影響，像是Fania All-Stars、Celia Cruz、El Gran Combo de Puerto Rico、Gilberto Santa Rosa，這些歌手的作品都是他母親在他小時候會放給他的音樂。瑞奇馬汀歸功這些音樂家是幫助他更欣賞自己所在的小島上的文化。
此外，瑞奇馬汀也曾公開表示，許多流行樂壇和影視巨星也是他一生的偶像，像是麥可傑克森、瑪丹娜、披頭四、貓王艾維斯·普里斯萊、史汀、芭芭拉·史翠珊、丹尼爾·戴-路易斯等。

## 其他媒體
2013年11月，瑞奇馬汀開發 Piccolo Universe，為一個社群網站，此網站提供一個平台讓世界各個角落的父母和照護者討論並分享扶養小孩的歡樂和困難。
瑞奇馬汀也於2013年11月發行第一本童書Santiago the Dreamer in Land Among the Stars，西班牙語版本標題為Santiago El Soñador en Entre Las Estrellas ，並同時發行。插畫則由 Patricia Castelao負責。

## 个人生活
瑞奇馬汀被親密的家屬朋友暱稱作 「Kiki」 或 「Quiquito」，粉絲們也會如此叫他。雖然他是在天主教的環境長大，但他說他對各種宗教都十分開放，尤其是佛教哲學，不過他並不是佛教徒。他認為只認同一種宗教會在某些方面限制一個人，並且他在2006年時說：「 我真的很喜歡佛教哲學但這不代表我信仰該宗教，如果我信仰佛教，我會有很多想做的不能做...，我並沒有要遵循那些教條。」瑞奇馬汀在1997年開始前往泰國練習瑜珈。
他喜歡衝浪、跳傘，以及在印度次大陸度假，包括印度和尼泊爾。這有部分是因為他對瑜珈和佛教的興趣，而且可以去看佛教的起源和一些神聖的朝聖勝地，像是菩提伽耶、鹿野苑、拘尸那揭羅。
在2011年11月，他得到了西班牙國籍，他的祖母為西班牙人，且他在馬德里有住處。2011年9月，他把他在邁阿密的房子賣掉。在以西班牙語書寫的一項公開聲明中，他很清楚說他不曾拋棄波多黎各人的身分：「我在波多黎各誕生，我是波多黎各人，我在稍早之前向西班牙提出公民申請，我現在正在等待它的回應。這是一個未來計劃的一部份，關於我在這地球村究竟扮演了什麼？西班牙是個讓我可以分享回憶，它也是我的根，以及在我第一次造訪那裡時人們給我的愛的國家。」

### 感情
瑞奇馬汀和墨西哥電視主持人rebecca de alba曾有段長14年分分合合的戀情。他們曾表示要共組家庭。瑞奇馬汀也曾考慮向她求婚。
2008年8月，瑞奇馬汀藉由代理孕母成為雙胞胎Matteo和Valentino的父親。
在"Livin la Vida loca"獲得巨大成功後，瑞奇馬汀的個人生活成為了大眾倍感興趣的主題。由於受到廣大同性戀粉絲追捧愛戴，他也被詢問到性向的問題。在2000年12月接受每日镜报訪問時，瑞奇馬汀被要求對圍繞著他的性向謠言發表評論。他回答:「我認為我不需要告訴大家我是不是同性戀，或是我是否和誰睡。」於2010年3月29日，瑞奇馬汀在他的官方網站上貼文公開出櫃:「我對於我自己是一個幸運的同性戀者感到驕傲，對於能做自己我感到很幸福。」他說:「這幾年的沉寂和反省讓我更堅強且提醒了我接受靠的是自己的內心，這樣的事實給我力量去克服我甚至不曾知道其存在的情感。」於2010年在瑞奇馬汀尚未出櫃前，芭芭拉·華特絲表達了在2000年訪談節目中逼迫他承認是否是同性戀。多倫多星報引用她的話:「當我現在回想起來，我發現那是一個不恰當的問題。」
瑞奇馬汀在歐普拉·溫芙蕾秀裡宣布他有交往的對象。於2011年，在22nd GLAAD Media Awards(第22屆GLAAD獎)接受Vito Russo Award發表感言時，瑞奇馬汀公開感謝他的男友，經濟學家Carlos González Abella。他和González Abella的關係到了2014年1月份結束，之后和瑞典庫德族藝術家Jwan Yosef交往，且於2016年11月16日艾倫·狄珍妮秀宣布自己與男友已訂婚。瑞奇馬汀也在賴瑞金現場(賴瑞金現場)接受訪問時表示對同性婚姻的支持，並且表達一些關於他出櫃前後的一些經驗。他說：「任何說關於我是同性戀的事情讓我感覺很對…。如果我早知道這種感覺(出櫃的感覺)這麼好，那我會在10年前就這麼做。」
2023年7月，發表離婚聲明。

### 慈善事業與人道關懷
瑞奇馬汀是非營利機構 Fundación Ricky Martin (Ricky Martin Foundation)的創辦人，任務是提倡世界各地兒童的健康與福祉。
基金會中有其中一項活動:夏令營，在夏令營中會有瑞奇馬汀個人的參加。其實，他最為人所稱揚的就是他愛心無國界的善行義舉，讓許多歌迷最是感動，從1994年他就是聯合國兒童基金會的親善大使，長久以來即使淡出演藝圈，沒有作品的時候，他仍致力公益活動，在2004底南亞海嘯發生後，他成為第一位前往災區現場探視的歌手，他所成立的「瑞奇馬汀基金會」就發動在學界與社會救助各界的影響力，建造了600幢房屋捐贈給無家可歸的孩童，還獲得「脫口秀天后」歐普拉在節目大力推廣；而在2005年美國的卡翠娜颶風，他也於前往休士頓探視災民和兒童，基金會在今天發表新聞希望大家能夠對重視孩童，瑞奇表示，「在泰國，我們的基金會見證了當地的重生，他們的力量和希望都感動了我。」目前瑞奇的基金會也建立對無家可歸的受災孩童救助機制，期待各界能協助孩童物資和金錢援助，也讓人再次見證瑞奇馬汀對孩童不遺餘力的愛心。
2002年4月，瑞奇 ·馬丁為響應紐約政府“帶學生回學校”的政策，親自到紐約布朗克斯區的一所高中當了一天的校長。他進入校園時，整棟四層樓所有教室的學生為之瘋狂，手腳快的學生相當幸運地拿到瑞奇 馬丁的簽名、親吻和擁抱，更引來尖叫不已。之後，瑞奇 ·馬丁還真像在升旗典禮上的校長一樣訓誡學生，只不過不懂學校某些規定的他，講錯了好幾個地方，惹得學生們大笑不已，不過這都傷害不了瑞奇·馬丁的魅力。
瑞奇馬汀在人道關懷上的努力已獲得多項殊榮，包括Leadership in the Arts Award, Billboard's Spirit of Hope Award,美国拉丁裔媒体艺术奖,GLAAD媒體獎,International Centre for Missing & Exploited Children (ICMEC)所頒發的International Humanitarian Award,也由於他藉由Sabera Foundation在印度加爾各答街道上救了三位女孤兒得到了Hispanic Heritage Award(2002年9月)。
瑞奇馬汀也和國際移民組織在一項叫做 Llama y Vive (Call and Live)合作，此活動目的在打擊人口販賣，保護最年輕的幼童販賣，以及控告販賣者。由於他在反對人口販賣上的努力，美國國務院2005將瑞奇列為"終結現代奴隸的英雄"之一。美國國務院在一份聲明中說：“國際巨星瑞奇 ·馬丁為改善全球兒童的生存環境獻出了自己的時間、金錢和精力。”

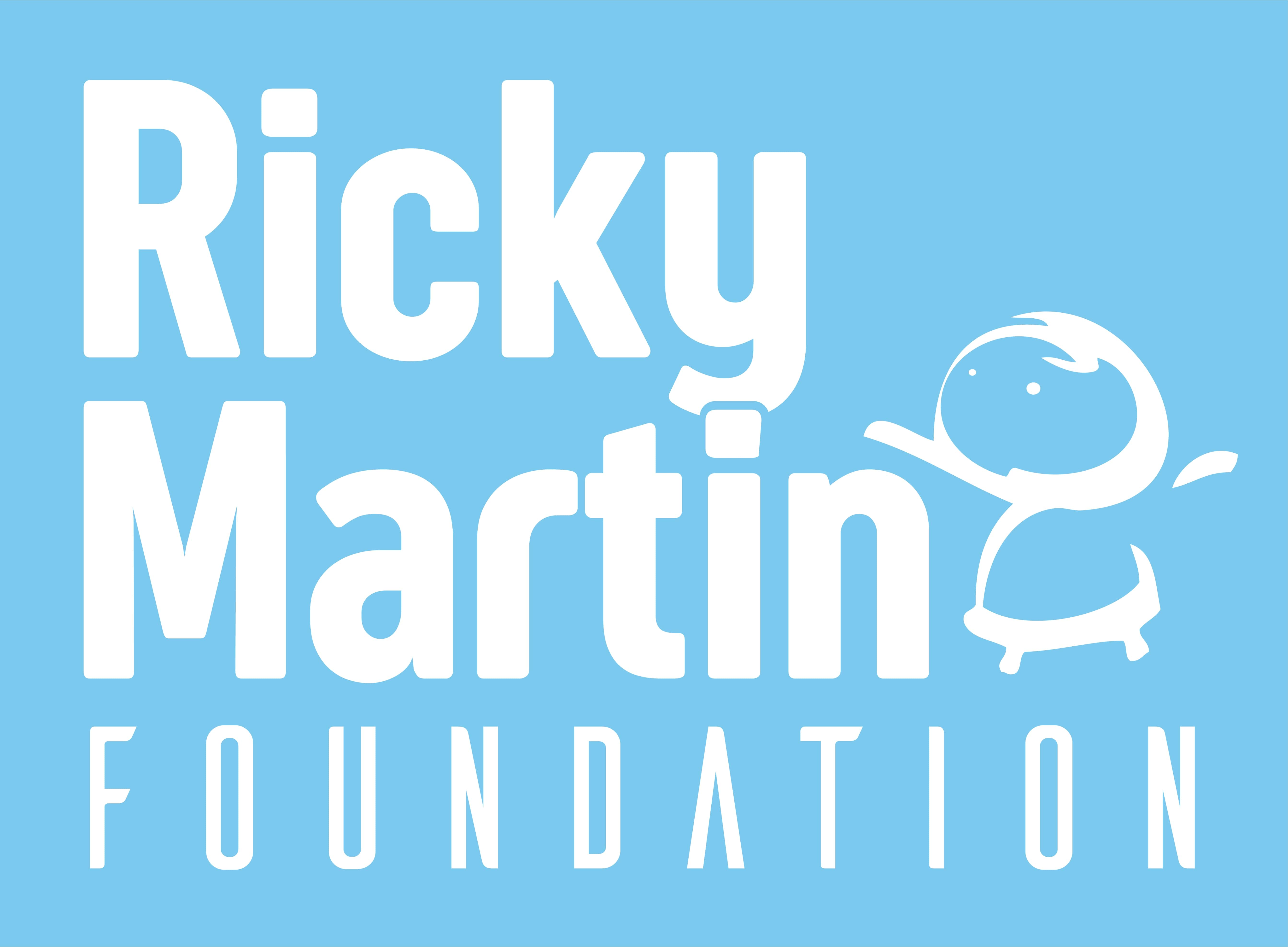
Logo

瑞奇馬汀基金會的主要計畫為 People for Children project，目標在消除人口販賣。2008年3月，瑞奇 ·馬丁在柬埔寨參與了“抵製販賣兒童活動”，在活動現場，瑞奇馬丁懷抱著被父親賣到妓院的22歲女子的孩子，而小孩的母親已感染上艾滋病。見到瑞奇馬丁後，該女子情緒激動，她甚至流著淚企求瑞奇馬丁繼續堅持“抵制販賣兒童活動”。而瑞奇馬丁也斬釘截鐵地表示：“我一定會堅持宣傳這個活動。你們都是我的英雄。”2008年2月當他在維也納了解到全球販賣兒童事件後，就決定親自參與到這項活動中去。同年2月13日瑞奇馬汀在聯合國維也納會議發表演說打擊人口販賣。
Tsunami Relief Fund則和國際仁人家園一起在泰國建造房子。
瑞奇馬汀基金會也和聯合國兒童基金會非常密切的合作。
在2000的Carousel of Hope(一個兩年一度幫助少年糖尿病患的慈善活動)中，瑞奇馬汀參與表演，麥可傑克森意外出現在瑞奇馬汀的表演現場。
於2001年，由麥可傑克森領導的United We Stand: What More Can I Give 慈善演唱會表演中，瑞奇馬汀也和眾多巨星加入並在麥可傑克森所創作的慈善歌曲What More Can I Give的英語版本和西班牙語版本出現。
2003年在Pavarotti(帕華洛帝) and friends慈善演唱會(幫助)瑞奇馬汀受邀表演並與帕華洛帝合唱Mama和 La Mia Canzone al Vento等歌。
1999年在Pavarotti(帕華洛帝) and friends和眾巨星為賴比瑞亞兒童演唱麥可傑克森的四海一家(天下一家)。
瑞奇馬汀於2012年11月12日於聯合國LGBT人權大會演講。

### 政治

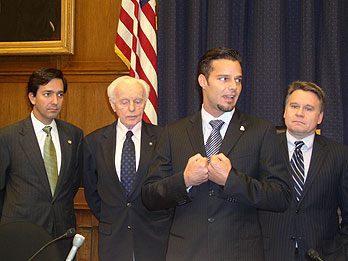
Ricky Martin (mid right) in Congress, with 路易斯·福尔图尼奥 (far left), 湯姆·蘭托斯 (mid left) and 克里斯·史密斯 (1953年) (far right).

瑞奇馬汀是2001年布希總統就職典禮的頭條新聞，他甚至還邀請布希總統上台和他跳舞。這個影像被世界各地的不同媒體放映並播報，瑞奇馬汀在他後來的歌Asignatura Pendiente中有提到這件事。
瑞奇馬汀對布希前總統的立場有所改變。在波多黎各的一場演唱會在唱Asignatura Pendiente這首歌的歌詞"photo with Bush"時在空中推動他的手指表示反對。這個手勢得到了觀眾的贊成，但在媒體產生了小小的爭議。瑞奇馬汀在一封藉由發言人寄到美聯社的e-mail中說道:「我對和平和生命的信念是超越任何政府和政治議程的，而且只要我在台上和台下還有說話的聲音存在，我會永遠斥責戰爭以及那些宣揚他的人。」
瑞奇馬汀在2010年3月29日在拉丁告示牌(Billboard)音樂獎出席時，他表達了對美國亞利桑那州的支持执法工作和安全社区法(支持执法工作和安全社区法)的反對，那是一個允許警察可以要求那些疑似非法移民者拿出他們的個人資料的一個法律。他批評該條法律因為"那是歧視我們這些看起來是拉丁人這麼簡單的事實的一條法律"，並在之後在拉丁裔社群表明立場:"愛永遠存在，和平永遠存在...你不是一個人，我們和你同在。讓歧視停止吧。讓仇恨停止吧。讓種族主義停止吧。"
瑞奇馬汀於2012年5月21日在紐約和總統巴拉克·歐巴馬主持一場募款，這是對歐巴馬的競選活動表示支持。他替歐巴馬總統背書，因為歐巴馬表示對於同性婚姻的支持。

## 專輯
與Menudo
- Evolución（英语：Evolución (album)） (1984)
- Menudo（英语：Menudo (album)） (1985)
- Ayer Y Hoy（英语：Ayer y Hoy (Menudo album)） (1985)
- A Festa Vai Começar（英语：Ayer y Hoy (Menudo album)） (Portuguese) (1985)
- Viva! Bravo!（英语：Viva! Bravo!） (Italian) (1986)
- Refrescante（英语：Refrescante） (1986)
- Menudo（英语：Menudo (album)） (Portuguese) (1986)
- Can't Get Enough（英语：Can't Get Enough (Menudo album)） (1986)
- Somos Los Hijos del Rock（英语：Somos Los Hijos del Rock） (1987)
- In Action（英语：In Action (Menudo album)） (English-Tagalog) (1987)
- Sons of Rock（英语：Sons of Rock）  (1988)
- Sombras Y Figuras（英语：Sombras & Figuras） (1988)

西班牙语专辑
- 瑞奇·馬汀（英语：Ricky Martin (1991 album)） (1991)
- Me Amarás（英语：Me Amarás(album)） (1993)
- A Medio Vivir（英语：A Medio Vivir (album)） (1995)
- Vuelve（英语：Vuelve (album)） (1998)
- Almas del Silencio（英语：Almas del Silencio） (2003)
- Musica + Alma + Sexo（英语：Musica + Alma + Sexo） (2011)
- A Quien Quiera Escuchar（英语：A Quien Quiera Escuchar） (2015)

英语专辑
- Ricky Martin（英语：Ricky Martin(1999 album)） (1999)
- Sound Loaded（英语：Sound Loaded） (2000)
- Life（英语：Life(Ricky Martin album)） (2005)

现场专辑
- MTV Unplugged（英语：MTV Unplugged(Ricky Martin album)） (2006)
- Black & White Tour（英语：Ricky Martin... Live Black & White Tour） (2007)

合辑
- La Historia（英语：La Historia） (2001)
- The Best of Ricky Martin（英语：The Best of Ricky Martin） (2001)
- Ricky Martin 17（英语：Ricky Martin 17） (2008)